# Наваррини, Франческо
Франческо Наваррини (итал. Francesco Navarrini; 26 декабря 1855, Читтаделла — 21 февраля 1923, Милан) — итальянский оперный певец (бас).
Учился в Милане, дебютировал в 1878 г. в Тревизо. Выступал в различных городах Италии, провёл сезон на Мальте. В 1883 г. дебютировал на сцене Ла Скала в партии герцога Бадоэро («Джоконда» Амилькаре Понкьелли). Карьера Наваррини в Ла Скала оказалась многолетней и успешной. Среди прочего он участвовал в премьере оперы Джузеппе Верди «Отелло» (1887, в партии Лодовико) и в постановке «Нюрнбергских мейстерзингеров» Рихарда Вагнера под управлением Артуро Тосканини (1898). Широко гастролировал в Лондоне (в частности, в 1887 году пел на открытии сезона в театре Друри-лейн), Париже, Мадриде, в 1894—1912 гг. многократно выступал в России, в 1902 г. посетил США в составе труппы под руководством Пьетро Масканьи. В 1907 г. записал 16 арий и песен. Он скончался в своем доме в Милане 21 февраля 1923 года в возрасте 68 лет и был похоронен на Монументальном кладбище.

## Репертуар
В его репертуаре много произведений, среди которых самые известные:
- Лукреция Борджиа
- Дон Жуан
- Пуритане
- Гугеноты
- Севильский цирюльник